# Schölerberg
Schölerberg ist ein Stadtteil von Osnabrück mit 15.088 Einwohnern (12/2022). Diese verteilen sich auf 3,64 km² Fläche. Laut Statistik ist der Schölerberg somit der Stadtteil mit der zweithöchsten Einwohnerzahl in Osnabrück, knapp hinter dem Stadtteil Wüste.

## Geografie
Der Stadtteil Schölerberg liegt im Süden der Stadt Osnabrück. Im Uhrzeigersinn (von 12 Uhr ausgehend) grenzt Schölerberg an die Stadtteile Innenstadt, Fledder, Voxtrup, Nahne und Kalkhügel. Namensgebende Anhöhe ist der 126 m hohe Kalkrücken Schölerberg, der Teil des Osnabrücker Hügellandes ist.
Ein nennenswerter Wasserlauf des Stadtteiles ist der Riedenbach, der in nördliche Richtung fließt und bis auf einen kurzen Abschnitt zwischen dem Waldpark Schölerberg und dem Vila-Real-Platz fast durchgehend kanalisiert ist. Er mündet nach ca. 1,6 km unterirdischem Verlauf an der Neuen Mühle in der Innenstadt in die Hase. Außerdem gibt es den Huxmühlenbach im Osten des Stadtteils.

## Verkehr
Die Iburger Straße als Ein- und Ausfallstraße Osnabrücks ist Teil der Bundesstraße 68. Auf ihr fahren die Stadtbuslinien M5 Richtung Kreishaus/Zoo und 12 Richtung Paradiesweg/Harderberg Franziskus-Hospital (teils ersetzt durch die Regionalbuslinien 463–468). Die Linie 17 knickt von der Iburger Straße auf die Ameldungstraße Richtung Voxtrup ab und die seit 2019 elektrifizierte Linie M1 fährt auf der Meller Straße in Richtung Düstrup.
Zur besseren Anbindung des Osnabrücker Südens an den Schienenverkehr soll an der Bahnstrecke Osnabrück–Münster zwischen der Iburger Straße und Sutthauser Straße ein Bahnhaltepunkt gebaut werden, an dem der Haller Willem halten soll.

## Geschichte
Seit Anfang des 20. Jahrhunderts ist der bewaldete Schölerberg ein beliebtes Naherholungsgebiet. Noch heute weisen viele Relikte wie Mauern, Treppen und Aussichtsbastionen auf die ursprüngliche Nutzung des Schölerberges als Waldpark hin. Zu Beginn der 1950er Jahre waren die Ausflugslokale und eine Sommerrodelbahn attraktive Ausflugsziele.

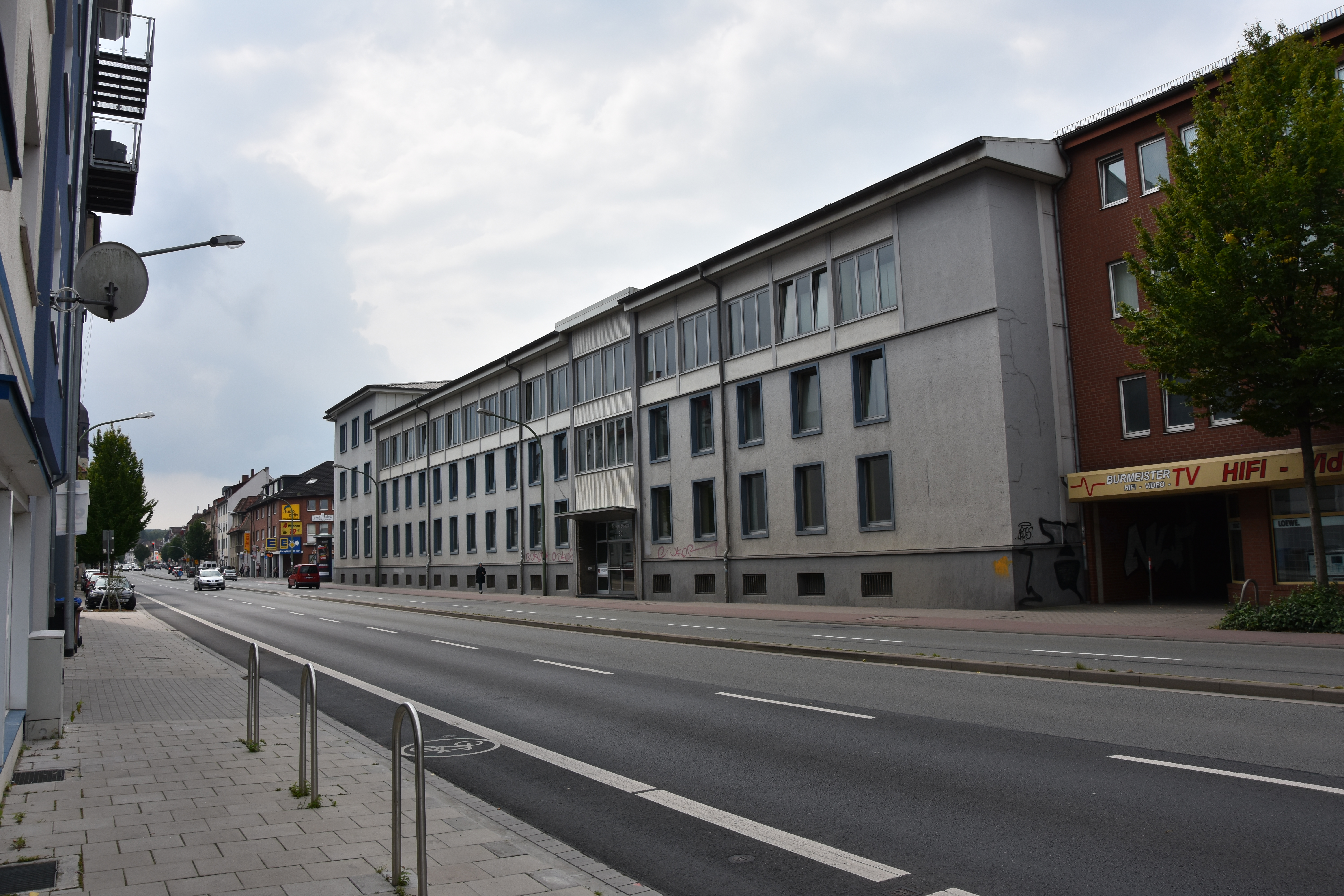
Ehem. Verwaltungsgebäude der Textilfabrik Hammersen

Auf einer Fläche im Norden des Stadtteils war bis 1981 die Textilfabrik F. H. Hammersen aktiv. Die Fabrikgebäude wichen anschließend Reihenhäusern, während das Verwaltungsgebäude an der Iburger Straße heute durch das Nds. Landessozialamt genutzt wird.
Der Schölerberg bekam schon früh eine Anbindung zur Osnabrücker Straßenbahn; die Linie 2 führte von der Endstation „Schölerberg“ an der Iburger Straße über Lutherkirche, Johannistor (Rosenplatz), Neumarkt, Nikolaiort und Hasetor nach Haste.

### Einwohnerentwicklung
Die Einwohnerentwicklung des Stadtteils Schölerberg:
| Datum             | Einwohner |
| ----------------- | --------- |
| 31. Dezember 2004 | 14.188    |
| 31. Dezember 2005 | 14.126    |
| 31. Dezember 2006 | 13.921    |
| 31. Dezember 2007 | 13.914    |
| 31. Dezember 2008 | 13.926    |
| 31. Dezember 2009 | 14.006    |

| Datum             | Einwohner |
| ----------------- | --------- |
| 31. Dezember 2010 | 13.944    |
| 31. Dezember 2011 | 13.977    |
| 31. Dezember 2012 | 13.935    |
| 31. Dezember 2013 | 14.107    |
| 31. Dezember 2014 | 14.156    |
| 31. Dezember 2015 | 14.600    |

| Datum             | Einwohner |
| ----------------- | --------- |
| 31. Dezember 2016 | 14.655    |
| 31. Dezember 2017 | 14.672    |
| 31. Dezember 2018 | 14.774    |
| 31. Dezember 2019 | 14.818    |

## Religion
Die größten Kirchen sind die 1909 erbaute und vollständig mit Jugendstil-Ausstattung erhaltene evangelisch-lutherische Lutherkirche, die ev.-luth. Lukaskirche sowie die 1917 geweihte katholische Kirche St. Joseph. Die bisherige katholische Pfarrkirche Hl. Familie wurde in den Jahren 2009 bis 2011 zu einer Kolumbariumskirche umgebaut. Außerdem ist im Stadtteil das Gemeindehaus der ev.-ref. Friedenskirche, welche als Jugendkirche genutzt wird. Eine weitere Religionsgemeinschaft ist die lokale Gemeinde der Kirche Jesu Christi der Heiligen der Letzten Tage.
Der Stadtteil Schölerberg beheimatet darüber hinaus vier muslimische Gotteshäuser (Ditib-Moschee, Aya-Sofia-Moschee und Merkez-Moschee sowie eine weitere).
Der städtische Johannisfriedhof wurde, nach den ursprünglichen Plänen diesen Ende 2015 zu entwidmen, im Dezember 2015 „außer Dienst gestellt“ (Friedhofssatzung §2 Abs. 2) und wird nunmehr als Parkanlage mit Friedhofscharakter geführt, die teils historischen Grabstätten bleiben demnach erhalten. Der jüdische Teil des Friedhofs wird weiterhin genutzt.

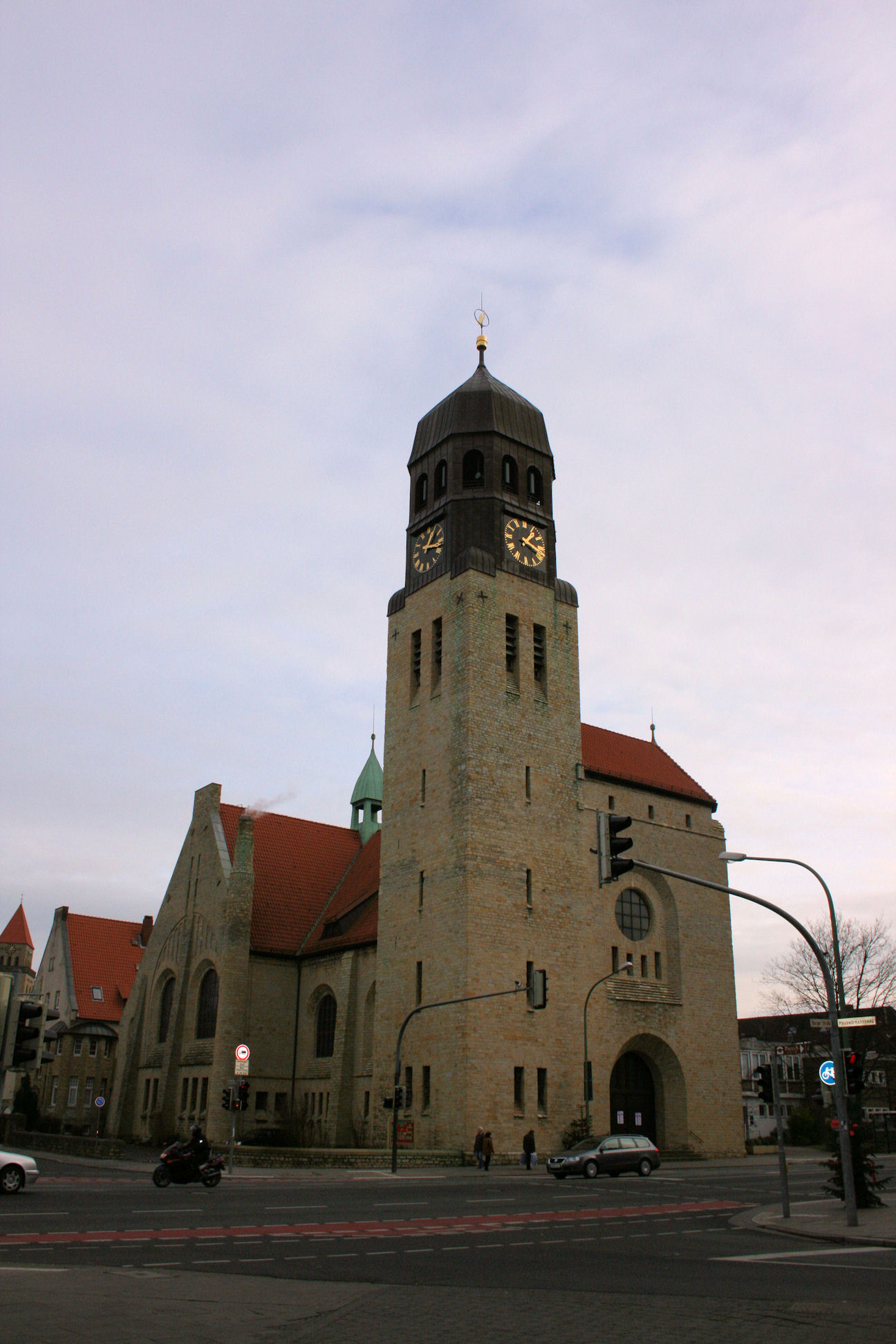
Lutherkirche
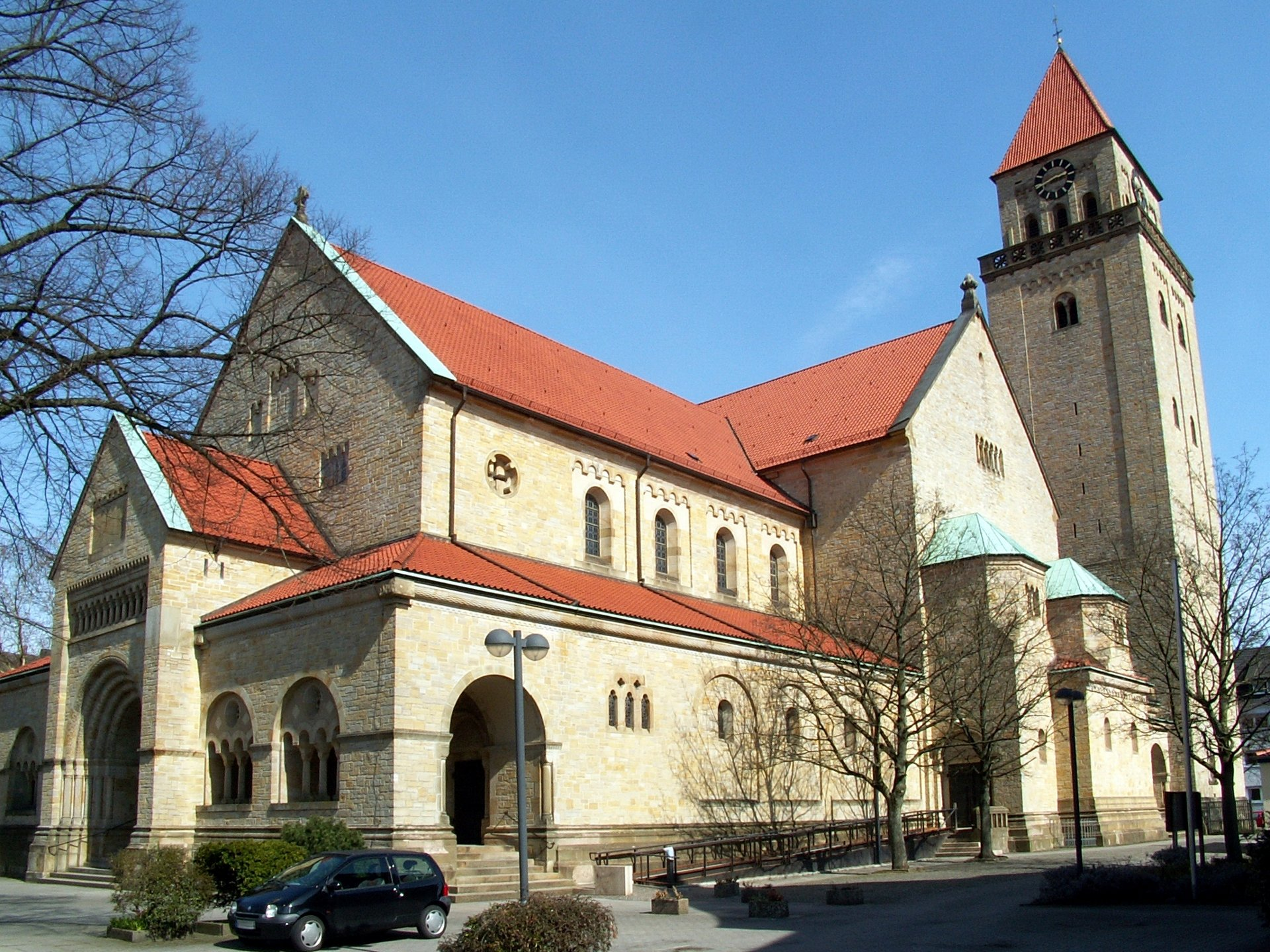
St. Joseph
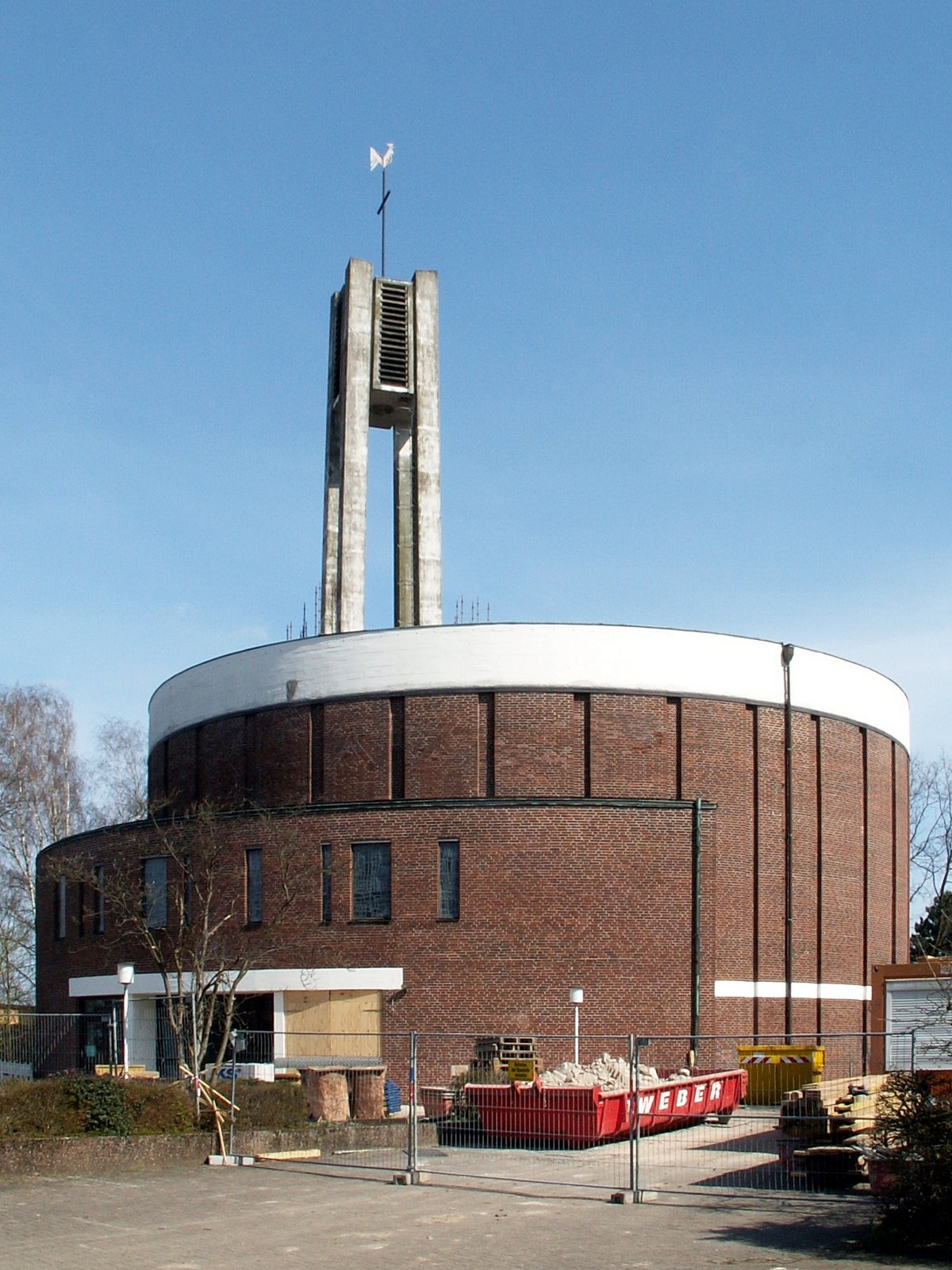
Kolumbariumskirche Heilige Familie
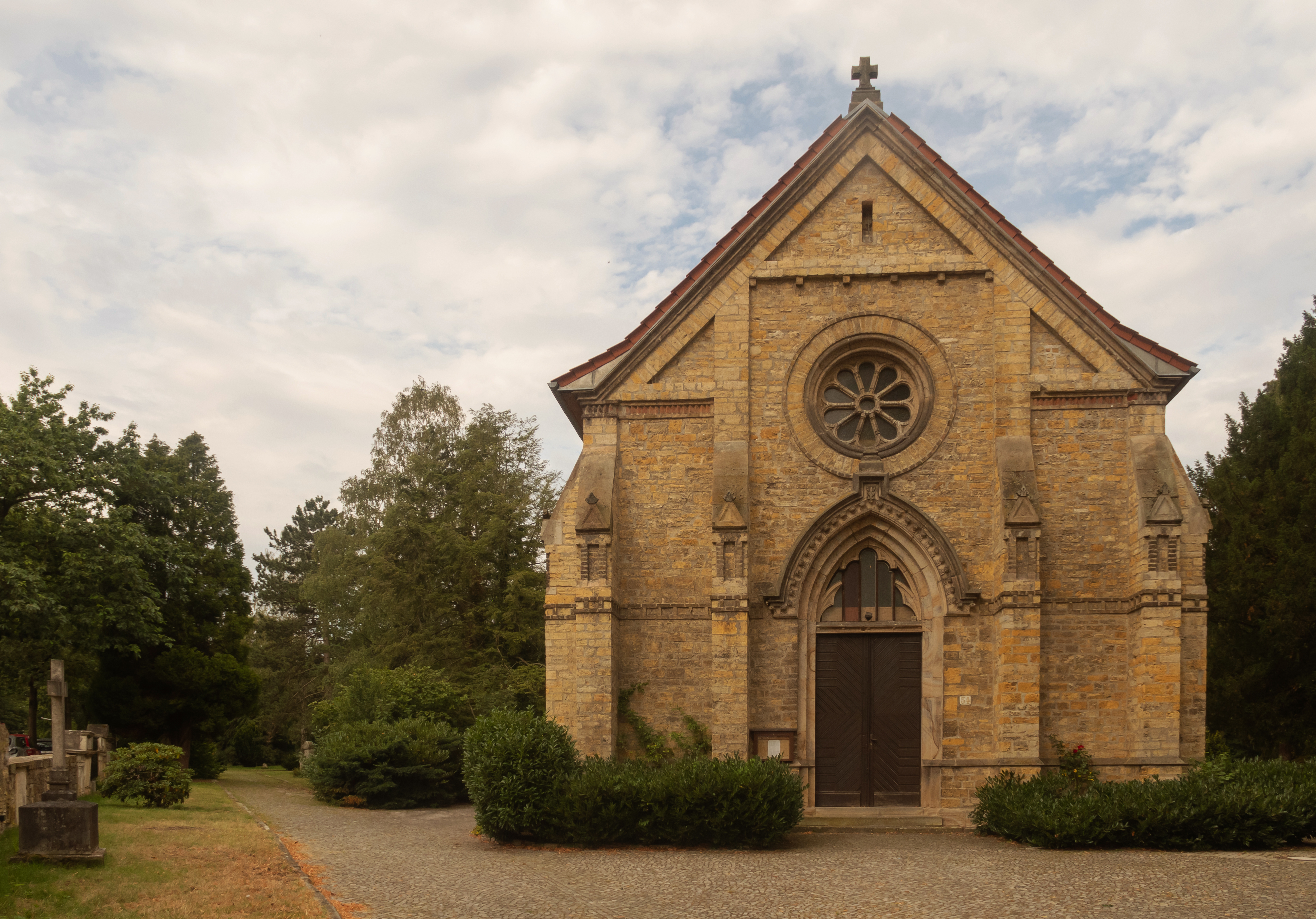
Eingangsbereich des Johannisfriedhofs mit Kapelle

## Bildung

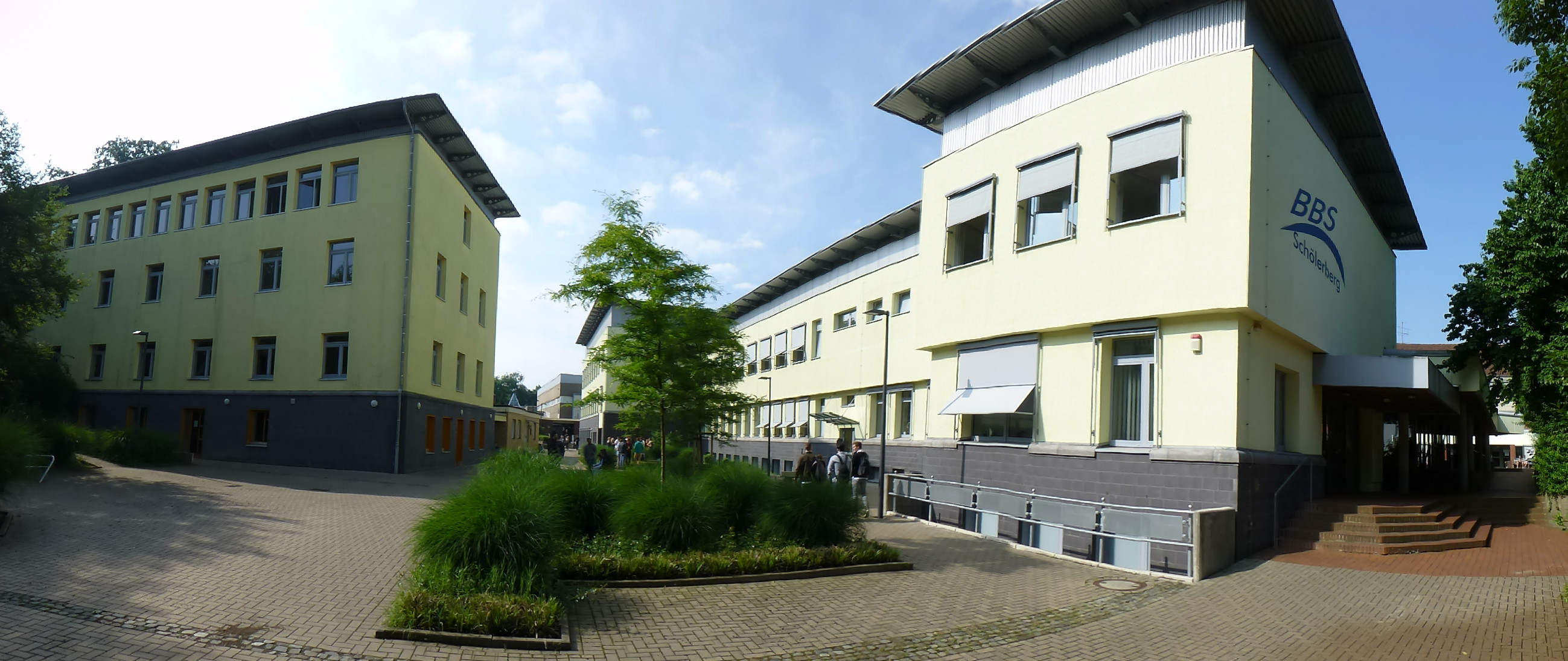
BBS am Schölerberg

Bildungseinrichtungen des Schölerbergs sind die städtischen Berufsbildenden Schulen (BBS) am Schölerberg, die Grundschulen Overbergschule und Grundschule am Schölerberg (Jellinghausstraße) sowie die Evangelischen Fachschulen Osnabrück für den sozialpädagogischen Bereich.
Eine ehemalige Schule ist das Käthe-Kollwitz-Gymnasium (1961–1990) an der Ameldungstraße, das anschließend bis 2012 als Haupt- und Realschule genutzt wurde. Zwischenzeitlich dient das Schulgebäude als Ausweichstandort für andere Schulen, die saniert werden, wie z. B. das Abendgymnasium Sophie Scholl, die Overbergschule und die BBS Schölerberg. Außerdem gibt es die frühere Grundschule Teutoburger Schule, die heute soziale Projekte wie die Arbeitslosenselbsthilfe beherbergt.

## Kultur und Sehenswürdigkeiten
Der Stadtpark Schölerberg auf der gleichnamigen Anhöhe verfügt über eine artenreiche Flora. Neben Ahornen und Buchen sind auch Eichen, Eschen, Kirschen und Robinien angesiedelt. Auch typische Frühjahrsblüher wie Buschwindröschen, Frühlingsscharbockskraut, gefleckter Aronstab und Perlgras sind am Schölerberg zu finden. Eine weitere begrünte Anhöhe ist der Ziegenbrink, der im Winter oft zum Rodeln genutzt wird und einen Ausblick über die Stadt bietet.
Das Wasser der am südöstlichen Hang des Schölerbergs entspringenden Brüningsquelle, benannt nach dem ehemaligen Osnabrücker Oberbürgermeister Heinrich Brüning, wurde seit den 1920er Jahren zur Produktion von Erfrischungsgetränken genutzt. In den 1960er Jahren endete die Nutzung des Quellwassers zur Getränkeproduktion, da die Quelle aufgrund des Baus der späteren A 30 von da an weniger ergiebig war. 1990 wurde ein neuer Schutzpavillon errichtet, in dem man die Quelle bis heute besichtigen kann.
Die besondere Lage am Schölerberg wird auch vom dort beheimateten und überregional bekannten Osnabrücker Zoo genutzt, der aufgrund seiner Lage auch als Waldzoo bezeichnet wird. Nach Eröffnung des Samburu-Areals wurde Anfang 2009 der Unterirdische Zoo eröffnet, der den Zoo mit dem benachbarten naturkundlichen Museum am Schölerberg verbindet. Im Museum ist auch ein Planetarium integriert.
Das städtische Gemeinschaftszentrum Ziegenbrink bietet Angebote für Kinder, Jugendliche und Erwachsene und veranstaltet jährlich am Himmelfahrtstag ein Seifenkistenrennen am Hauswörmannsweg. An der Iburger Straße befindet sich eine Jugendherberge des DJH.

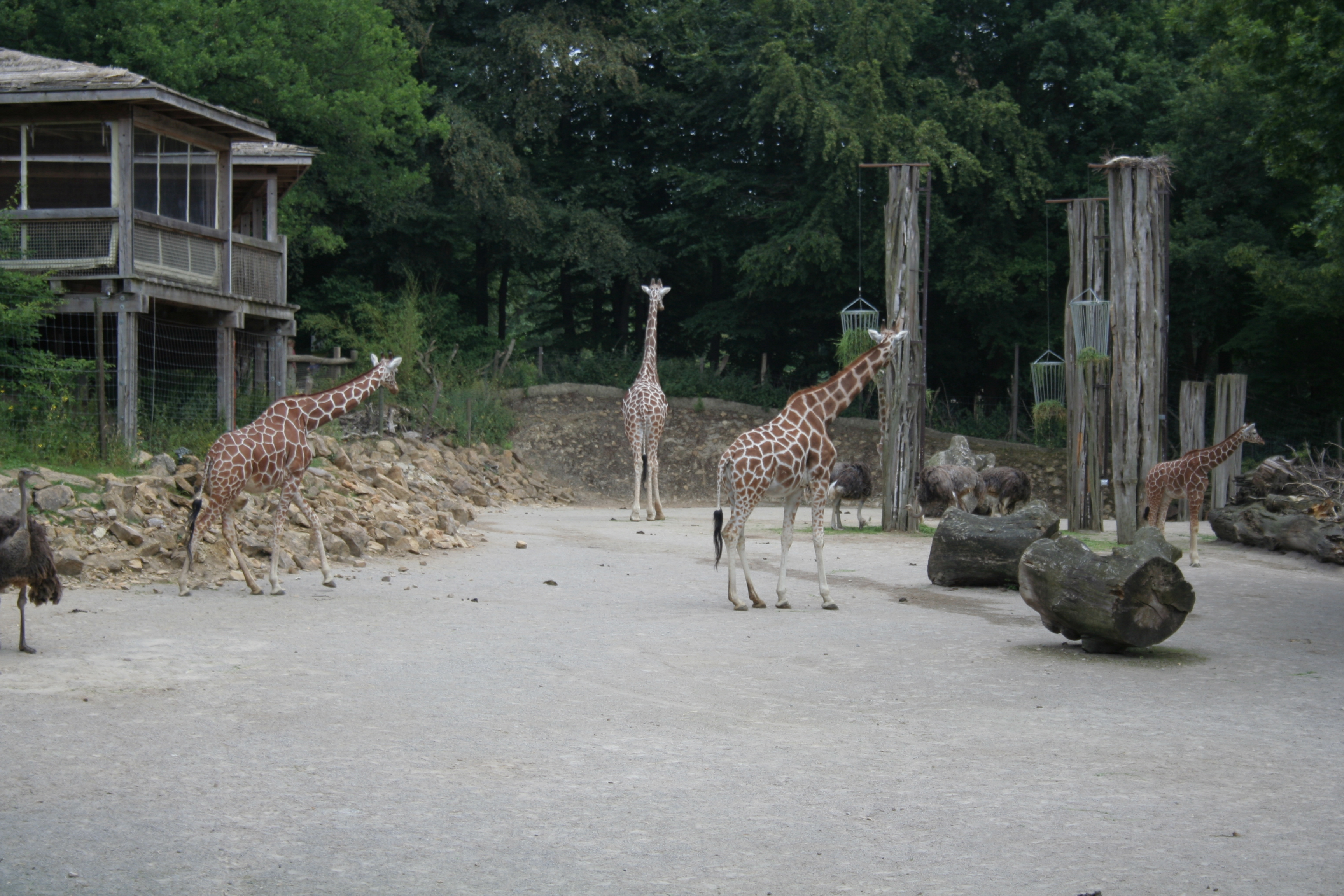
Tiere im Osnabrücker Zoo
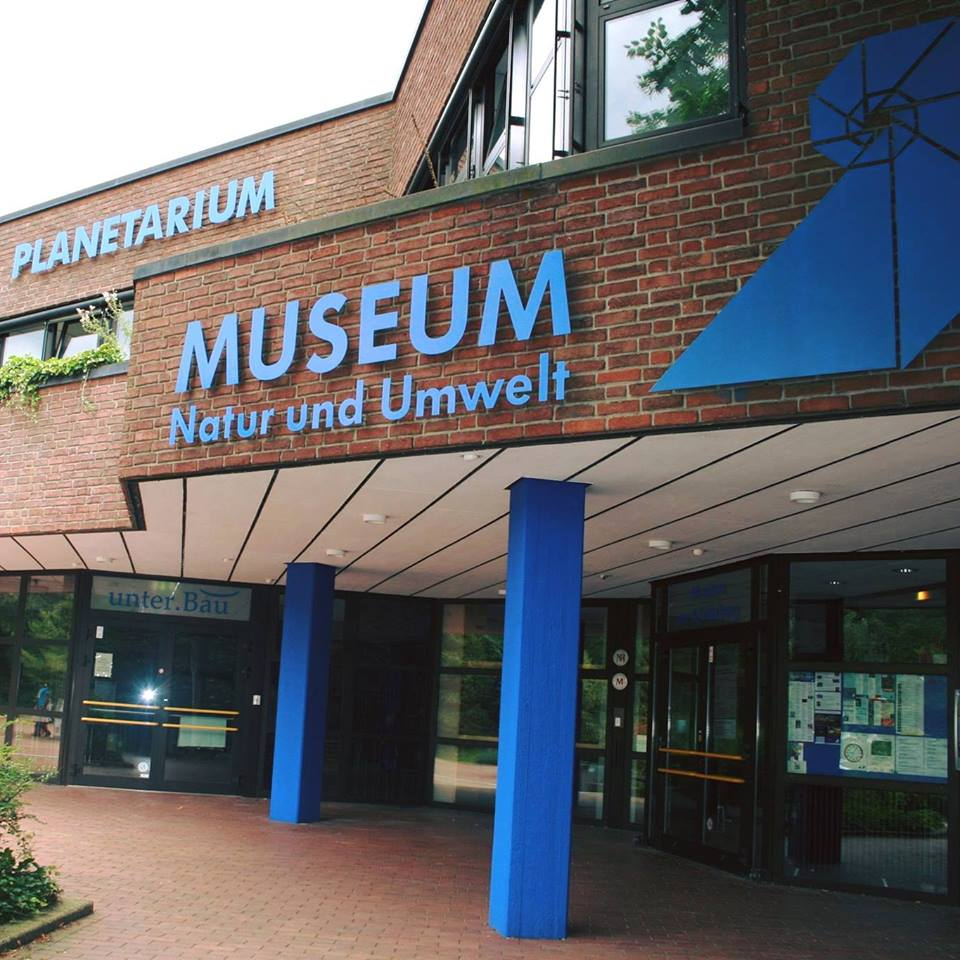
Museum am Schölerberg
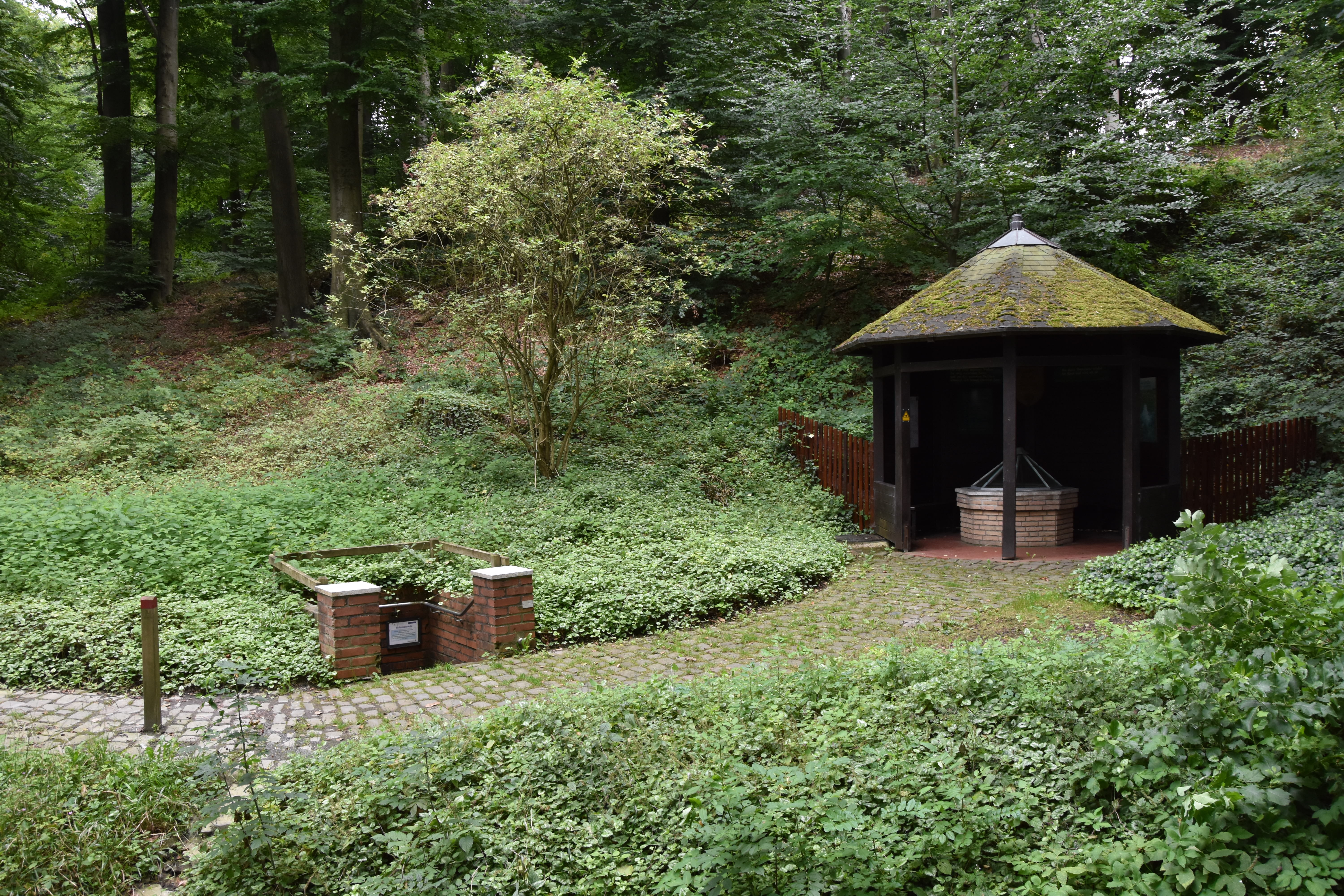
Brüningsquelle
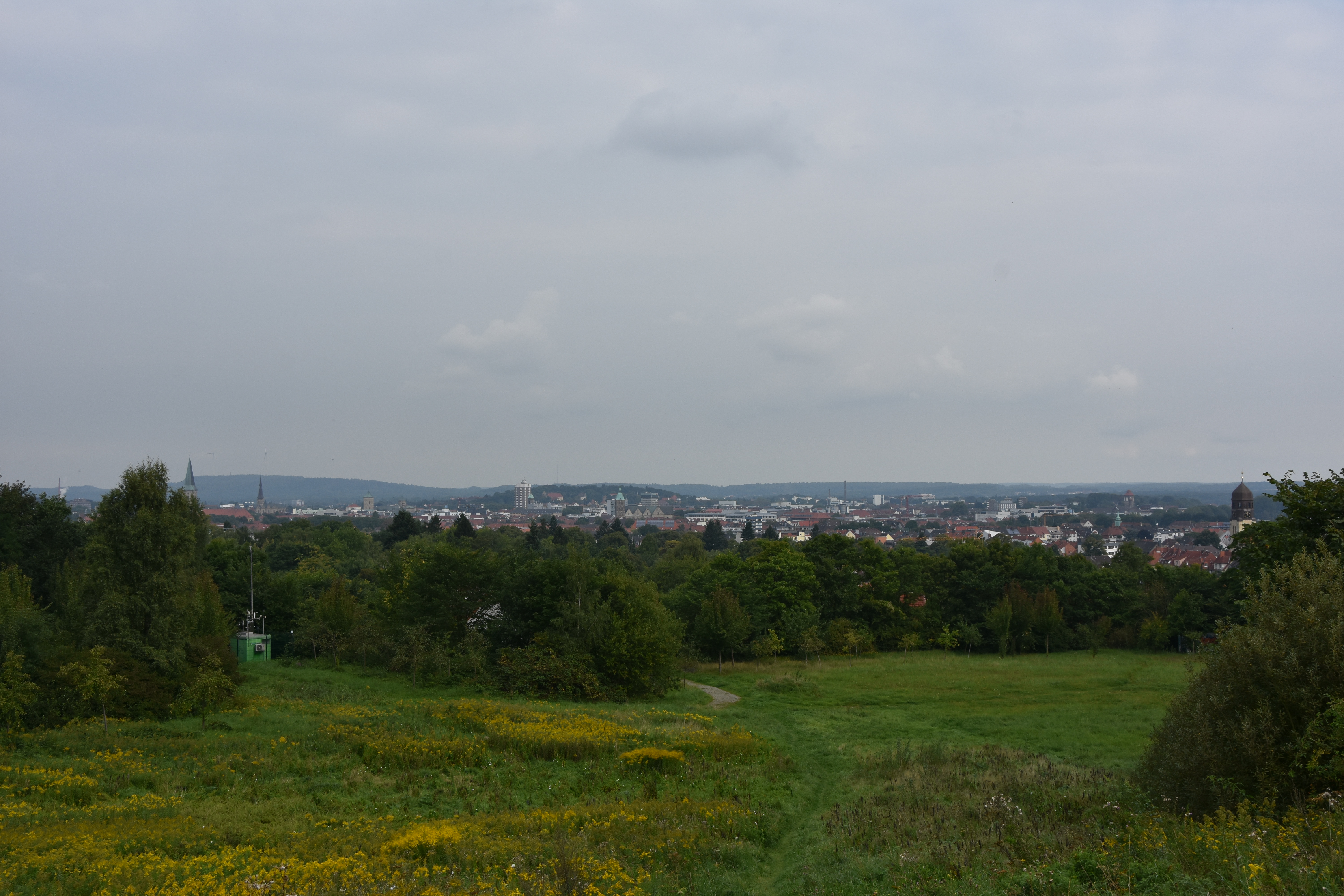
Ziegenbrink mit Blick über die Stadt

## Sport
Mit dem SC Schölerberg und dem SV Eintracht 08 Osnabrück sind zwei traditionelle Sportvereine im Stadtteil Schölerberg beheimatet, die neben Fußball auch weitere Sportarten wie Aerobic, Badminton, Basketball, Frauengymnastik, Leichtathletik, Sportschießen, Taekwondo, Tischtennis und Tennis anbieten.  Größere Sportplätze liegen an der Hanns-Braun-Straße, an der Brinkstraße und am Bröckerweg.
Überregional bekannt sind die Judo Crocodiles Osnabrück, die die Kampfsportarten Judo und Ju-Jutsu anbieten. Aus ihren Reihen gehen immer wieder national und international erfolgreiche Judoka mit Einzel- und Mannschaftstiteln hervor. Das Niedersächsische Judo-Leistungszentrum an der Iburger Straße verfügt über eine 600 m²-Judohalle sowie einen angegliederten 500 m² großen Kraftraum.
Darüber hinaus ist der Schützenbund Osnabrück-Emsland-Grafschaft Bentheim an der Straße Auf dem Ziegenbrink ansässig.

## Weitere Einrichtungen

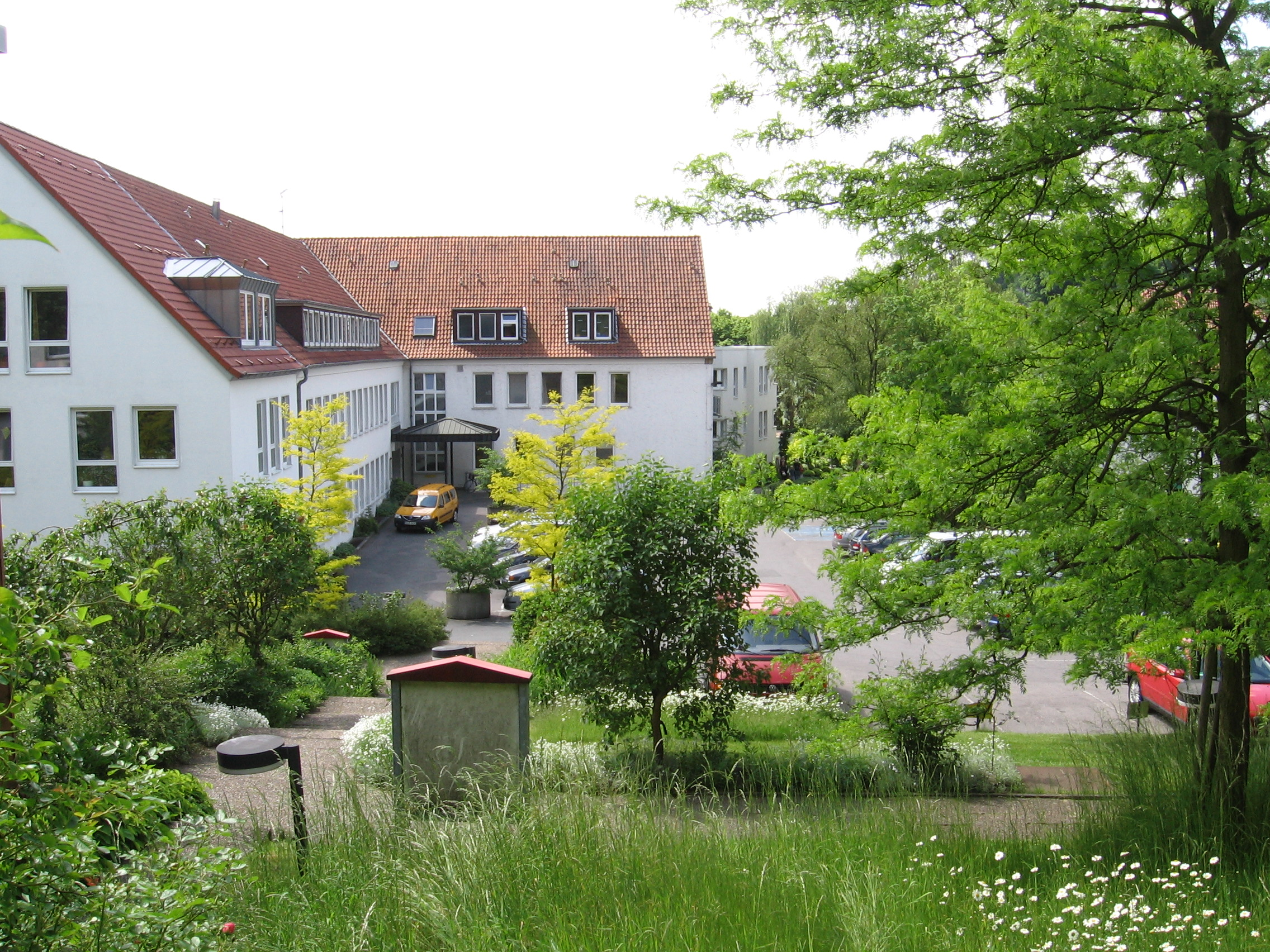
Kinderhospital an der Iburger Straße

Das 1872 gegründete Kinderhospital Osnabrück an der Iburger Straße ist mittlerweile eine reine Kinder- und Jugendpsychiatrie. An der Wasastraße liegt die Ortsfeuerwehr Neustadt der Freiwilligen Feuerwehr Osnabrück. Auch einige Behördenstandorte gibt es am Schölerberg:
- Klosterrentamt Osnabrück an der Klöntrupstraße
- Eichamt Osnabrück an der Frankenstraße
- Niedersächsisches Landesamt für Soziales, Jugend und Familie – Außenstelle Osnabrück an der Iburger Straße
- Hauptzollamt Osnabrück an der Meller Straße